# Kolonibidion femoratum
Kolonibidion femoratum är en skalbaggsart som först beskrevs av Martins 1971.  Kolonibidion femoratum ingår i släktet Kolonibidion och familjen långhorningar. Inga underarter finns listade i Catalogue of Life.